# Squash ai XXI Giochi del Commonwealth
Le competizioni di squash ai XXI Giochi del Commonwealth si sono svolte dal 5 al 15 aprile 2018.

## Partecipanti
Hanno partecipato alla competizione 106 atleti in rappresentanza di 28 distinte nazioni.
- Australia (10)
- Barbados (3)
- Bermuda (1)
- Isole Vergini Britanniche (2)
- Canada (2)
- Isole Cayman (7)
- Inghilterra (9)
- Figi (4)
- Gibilterra (1)
- Guyana (4)
- India (2)
- Giamaica (6)
- Kenya (2)
- Malaysia (9)
- Malta (4)
- Mauritius (1)
- Nuova Zelanda (7)
- Pakistan (4)
- Papua Nuova Guinea (2)
- Saint Vincent e Grenadine (4)
- Scozia (5)
- Seychelles (1)
- Sierra Leone (3)
- Sri Lanka (2)
- Trinidad e Tobago (3)
- Uganda (2)
- Galles (4)
- Zambia (2)

## Podi

### Maschile
| Evento      | Oro                                  | Argento                               | Bronzo                                   |
| Individuale | James Willstrop                      | Paul Coll                             | Mohd Nafiizwan Adnan                     |
| Doppio      | Australia Zac Alexander David Palmer | Inghilterra Daryl Selby Adrian Waller | Inghilterra Declan James James Willstrop |

### Femminile
| Evento      | Oro                                             | Argento                                       | Bronzo                                   |
| Individuale | Joelle King                                     | Sarah-Jane Perry                              | Tesni Evans                              |
| Doppio      | Nuova Zelanda Joelle King Amanda Landers-Murphy | India Joshna Chinappa Dipika Pallikal Karthik | Australia Rachael Grinham Donna Urquhart |

### Misto
| Evento | Oro                                     | Argento                                     | Bronzo                              |
| Doppio | Australia Donna Urquhart Cameron Pilley | India Dipika Pallikal Karthik Saurav Ghosal | Nuova Zelanda Joelle King Paul Coll |